# Przebudzenie (książka Anthony’ego de Mello)
Przebudzenie – dzieło będące nieautoryzowanym zbiorem filozoficznych wykładów indyjskiego jezuity i psychoterapeuty Anthoniego de Mello, wydane w roku 1990.
De Mello komentując powszechne zachowania ludzkie, stopniowo ukazuje źródło przemocy i problemów ludzi w ich wielowiekowej, skostniałej tradycji i kulturze. Rozwiązanie problemu utożsamia z czujną samoobserwacją własnych reakcji, zachowań i myśli, co ostatecznie skutkować ma stanem adekwatnym do buddyjskiego oświecenia.